# TBSビデオテープ押収事件
TBSビデオテープ押収事件（ティービーエス・ビデオテープおうしゅうじけん）とは、報道の自由または報道倫理に関する日本の裁判である。

## 概要
1990年（平成2年）3月20日、TBSテレビ（当時は東京放送のテレビ部門）のバラエティー番組『ギミア・ぶれいく』が「潜入ヤクザ24時―巨大組織の舞台裏」というタイトルで暴力団に密着したドキュメンタリーを放送した。
その中で暴力団組長による債権取立ての映像が問題になり、警視庁は当該組長を逮捕。同年5月16日に関連ビデオテープ29巻をTBS本社内で差し押さえた。
TBS側が差し押さえ処分の取り消しを求めて東京地裁に準抗告を申し立てたが、準抗告裁判所である東京地裁は抗告を棄却。これに対しTBS側は最高裁判所に特別抗告を行った。
取材スタッフ（ネオプレス）は、複数の暴力団組員による暴行を目の前で見ていながらそのまま撮影を続けており、これは犯罪者の協力（タイアップ）により犯行現場を撮影収録したものといえ、その取材方法も問われた。
同年7月9日、最高裁判所はTBSの特別抗告を棄却し、TBSの申し立ては退けられた（最決平成2・7・9）。決定に際してはTBSの取材姿勢を批判するとともに、ビデオテープを押収することは警察の捜査上重要な証拠価値を持つと判断した。ただし、この決定は4人の裁判官のうち3人による多数意見となり、1人の裁判官は日本テレビの事件に比べるとビデオの証拠としての必要性が弱く、報道機関の立場を保護すべきとして差し押さえに反対の意見を述べた。